# 下北條車站
下北條車站（日语：／ Shimohōjō eki */?）是一由西日本旅客鐵道（JR西日本）所經營的鐵路車站，位於日本東伯郡北榮町，是JR西日本山陰本線沿線的一個無人小站，屬於中國統括本部所管轄的範圍。
山陰本線上的快速列車鳥取快車（とっとりライナー）有小部分班次會在本站停靠。

## 車站結構
島式月台1面2線，可進行列車交會的地面車站。

### 月台配置
| 月台 | 路線     | 方向 | 目的地         |
| ---- | -------- | ---- | -------------- |
| 1    | 山陰本線 | 上行 | 倉吉、鳥取方向 |
| 2    | 山陰本線 | 下行 | 浦安、米子方向 |

## 相鄰車站
※快速「鳥取Liner」（此站只限一部分列車停靠）的相鄰停車站參見列車條目。
西日本旅客鐵道
 山陰本線
倉吉－下北條－由良